# آیانا آلکساندر
آیانا آلکساندر (انگلیسی: Ayanna Alexander؛ زادهٔ ۲۰ ژوئیهٔ ۱۹۸۲ در آریما) ورزشکار دو و میدانی زن در رشته‌های پرش سه‌گام و پرش طول اهل ترینیداد و توباگو است که در مجموع در بازی‌های کشورهای همسود برندهٔ ۱ مدال نقره و ۱ مدال برنز شده‌است.